# 莫娜 (海洋奇緣)
莫圖努伊的莫娜（英語：Moana of Motunui），簡稱莫娜（英語：Moana），是華特迪士尼影業第56部經典動畫長片《海洋奇緣》，以及其續集《海洋奇緣2》（第63部）的女主角，由導演羅恩·克萊門茨和約翰·馬斯克創作，夏威夷女演員兼歌手奧莉伊·卡拉瓦爾侯配音，幼年時期由路易絲·布希（Louise Bush）配音。2026年真人版電影由凱瑟琳·拉加亞飾演。
該角色受波利尼西亞神話的啟發，被描述為波利尼西亞村莊酋長的女兒，意志堅強的她被海洋選中，歸還自然女神塔菲緹的心臟「塔菲緹的心」。當枯萎病襲擊了她的島嶼時，莫娜啟航尋找傳奇的半神毛伊（巨石強森聲演），希望將心臟歸還給塔菲緹並拯救她的族人。
莫娜因其獨立性而受到廣泛好評，而卡拉瓦爾侯則因其配音演出受到廣泛好評。2019年，莫娜正式加入迪士尼公主陣容，成為第12位成員。

## 主要登場作品

### 《海洋奇緣》（2016年）
莫娜的奶奶塔拉講述了毛伊的故事，他是掌管風和海洋的變形半神，也是航海大師。他偷走了自然女神塔菲緹的心臟「塔菲緹的心」。然而，當失去心臟的塔菲緹開始瓦解時，毛伊遭到熔岩惡魔帖卡的攻擊，他的魔法魚鉤以及塔菲緹的心都消失在海洋之中。海洋選擇了還是幼童時期的莫娜將心臟歸還給塔菲緹。酋長圖伊和賽娜一直試圖讓女兒遠離海洋，讓她準備成為莫圖努伊島的酋長。十六年後，枯萎病襲擊了她的島嶼，為了試圖阻止情況惡化，莫娜打算越過被父親禁止前往的珊瑚礁尋求原因，但船隻被海浪淹沒只能回到岸邊。塔拉向莫娜展示了一個充滿船隻的秘密洞穴，並揭露她的祖先是航海者，但在塔菲緹失去心臟後，海洋不再安全而不再出海。塔拉向莫娜解釋，帖卡正是枯萎病出現的原因，她必須尋找毛伊並歸還塔菲緹的心。塔拉臨終前成功說服莫娜。
莫娜乘坐傳統卡馬考船從洞穴出發，期間遭遇颱風登上一座島上，並在這找到了毛伊。莫娜要求毛伊歸還心臟，但被毛伊一口拒絕。毛伊偷走她的帆船並將她困在山洞裡。莫娜成功逃脫並與毛伊對峙，毛伊不情願地讓她登上帆船。然後他們遭到同樣尋找塔菲緹的心的椰子海盜的襲擊。擺脫椰子海盜後，莫娜向毛伊表示他已不再是英雄，並說服他通過歸還心臟來救贖自己。他們需要前往怪物國度「拉洛泰」，從巨型椰子蟹塔馬托取回魔法魚鉤。毛伊舉起他的魚鉤，卻發現自己再也無法隨意變形。莫娜智勝塔馬托讓兩人成功逃脫。毛伊向莫娜坦白自己成為半神的原因後，兩人的關係變得更加親密。
兩人抵達塔菲緹的島嶼後遭到帖卡的攻擊。莫娜拒絕回頭，導致毛伊的魚鉤嚴重受損。毛伊不願失去魚鉤，離開了淚流滿面的莫娜。莫娜傷心地要求海洋尋找他人來歸還心臟。但在此時，塔拉的靈魂出現，鼓勵莫娜尋找自己真正的使命。莫娜取回了心臟並重新駛向塔菲緹的島嶼與帖卡對峙。回心轉意的毛伊回來，為了幫助莫娜爭取時間尋找塔菲緹而與帖卡戰鬥，過程中他的魔法魚鉤徹底被帖卡摧毀。莫娜發現塔菲緹消失了，並意識到帖卡就是失去心臟而被腐化的塔菲緹。海洋為莫娜分開一條道路，讓她歸還心臟。塔菲緹治癒了海洋和枯萎的島嶼。毛伊向塔菲緹道歉後，塔菲緹給予他一把新的魚鉤，也向莫娜提供一艘新船，然後變為一座山再次沉睡。莫娜告別塔菲緹和毛伊後，返回島上與父母團聚。她繼承了酋長和尋路者的角色，帶領她的族民繼續航行。

### 《海洋奇緣2》（2024年）
歸還塔菲緹的心的三年後，莫娜多了一位妹妹希梅亞。受到祖先們召喚後，莫娜組建自己的團隊再次揚帆出航，並與毛伊重聚，共同遠渡大洋洲前往未知水域，打破遠古詛咒，試圖聯繫四散的族人們。

## 其他登場作品

### 《無敵破壞王2：網路大暴走》（2018年）
莫娜和其他迪士尼公主以及艾莎和安娜一同出現迪士尼公主的休息室。後來，當破壞王雷夫從塔上墜落時，位於下方的公主們聯手拯救他，其中莫娜配合愛麗兒讓噴泉中的水呈「Z」形狀上升，以便艾莎將其凍結成滑梯以減低雷夫墜落的速度，並在救了他後說「不客氣」。